# 藍絲帶獎 (電影)
藍絲帶獎（日语：ブルーリボン賞），為知名日本電影獎，創立於1950年，由東京七大報（體育報知、每日體育、產經新聞、東京中日體育報、東京體育、體育日本、日刊體育）的記者投票選出。
藍絲帶獎每年一月發表授獎結果，二月舉行頒獎典禮。每年的頒獎典禮主持人，由前一屆最佳男主角、女主角獎得主擔任。

## 獎項
- 最佳電影獎
- 最佳導演獎
- 最佳男主角獎
- 最佳女主角獎
- 最佳男配角獎
- 最佳女配角獎
- 最佳新人獎
- 最佳外語片獎
- 日本電影十佳獎
- 外國電影十佳獎
- 特別獎

## 另見
- 電影旬報獎
- 每日電影獎
- 橫濱電影節
- 日刊體育電影大獎
- 東京國際電影節
- 日本電影影評人大獎
- 日本電影學院獎
- 山路文子電影獎
- 大阪電影節

## 外部連結
- （日語）ブルーリボン賞 - allcinema ONLINE （页面存档备份，存于）
- （英文）IMDb: Blue Ribbon Awards （页面存档备份，存于）